# دوري الدرجة الأولى السعودي 1995–96
دوري الدرجة الأولى السعودي 1995-96 هو الدوري نسخة رقم 19 (تسعة عشر) في تاريخ دوري الدرجة الأولى السعودي. فاز وصعد فيه نادي الوحدة إلى دوري المحترفين السعودي حيث حقق آنذاك انتصاره الثاني في دوري الدرجة الأولى السعودي بعد انتصاره الأول في موسم 1983–84. وحل نادي الأنصار وصيفًا بعد تغلبه على نادي هجر في تصفيات دوري المحترفين السعودي وبذلك حل نادي هجر ثالثا. وهبط نادي النهضة إلى دوري الدرجة الثانية السعودي.

## بعض الأندية المُشاركة
| النادي       | الموقع          | الملعب                                   | سعة الملعب (حاليا) |
| ------------ | --------------- | ---------------------------------------- | ------------------ |
| نادي الوحدة  | مكة             | ملعب الملك عبد العزيز                    | 38000              |
| نادي الأنصار | المدينة المنورة | مدينة الأمير محمد بن عبد العزيز الرياضية | 24000              |
| هجر          | الهفوف          | ملعب الأمير عبد الله بن جلوي             | 19096              |
| نادي النهضة  | الدمام          | ملعب الأمير محمد بن فهد                  | 36000              |

## إحصائيات
إحصائيات دوري الدرجة الأولى السعودي 1995-96:
- شارك في هذا الدوري عشرة (10) فرق ولعب كل فريق ثمانية عشر (18) مباراة

| المركز | النادي       | لعب | فوز | تعادل | خسر | له | عليه | فارق | نقاط | التأهل أو الهبوط                       |
| ------ | ------------ | --- | --- | ----- | --- | -- | ---- | ---- | ---- | -------------------------------------- |
| 1      | نادي الوحدة  | 18  | 0   | 0     | 0   | 0  | 0    | +0   | 0    | تأهل إلى دوري المحترفين السعودي        |
| 2      | نادي الأنصار | 18  | 0   | 0     | 0   | 0  | 0    | +0   | 0    | تأهل إلى تصفيات دوري المحترفين السعودي |
| 3      | نادي هجر     | 18  | 0   | 0     | 0   | 0  | 0    | +0   | 0    | تأهل إلى تصفيات دوري المحترفين السعودي |
| 4      |              | 18  | 0   | 0     | 0   | 0  | 0    | +0   | 0    |                                        |
| 5      |              | 18  | 0   | 0     | 0   | 0  | 0    | +0   | 0    |                                        |
| 6      |              | 18  | 0   | 0     | 0   | 0  | 0    | -0   | 0    |                                        |
| 7      |              | 18  | 0   | 0     | 0   | 0  | 0    | -0   | 0    |                                        |
| 8      |              | 18  | 0   | 0     | 0   | 0  | 0    | -0   | 0    |                                        |
| 9      | نادي النهضة  | 18  | 0   | 0     | 0   | 0  | 0    | -0   | 0    | هبط إلى دوري الدرجة الثانية السعودي    |
| 10     |              | 18  | 0   | 0     | 0   | 0  | 0    | -0   | 0    | هبط إلى دوري الدرجة الثانية السعودي    |

## تصفيات دوري المحترفين السعودي
تواجه نادي الأنصار مع نادي هجر في تصفيات دوري المحترفين السعودي في مبارتين واحدة للذهاب وواحدة للإياب. فاز في التصفيات نادي الأنصار وبذلك تأهل مع نادي الوحدة إلى دوري المحترفين السعودي.

## المباراة الأولى
| نادي هجر | 0–2     | نادي الأنصار                |
| -------- | ------- | --------------------------- |
|          | التقرير | 51' موسى صالح · ؟' عمر عزيز |

## روابط خارجية
- Saudi Arabia First Division on rsssf.com
- Saudi Arabia Football Federation
- Saudi League Statistics